# Tim Scott
Timothy Eugene Scott (North Charleston, Dél-Karolina, 1965. szeptember 19. –) amerikai politikus és üzletember, aki Dél-Karolina állam szenátora 2013 óta. A Republikánus Párt tagja, 2013-ban nevezte ki Nikki Haley kormányzó szenátornak, majd 2016-ban választották meg először egy teljes ciklusra.
2010-ben Scottot megválasztották az Egyesült Államok Képviselőházába Dél-Karolina első választókerületében, ahol 2011 és 2013 között szolgált. Korábban Dél-Karolina állami gyűlésének (2009-2011) és Charleston megye tanácsának (1996-2008) tagja volt.
2017 januárja óta Scott az egyike a tizenegy afroamerikainak, aki szolgált az Egyesült Államok Szenátusában és az első, aki a Kongresszus mindkét házában végzett munkát. A negyedik afroamerikai, akit a Republikánus Pártból beválasztottak a Szenátusba, összességében a hetedik. Dél-Karolina első afroamerikai szenátora és 1881 óta az első, akit a déli államok egyikéből beválasztottak. Az ország történetének leghosszabb ideig hivatalban lévő afromaerikai szenátora.

## Választási eredmények
| Párt | Jelölt              | Szavazatok | %     |
| ---- | ------------------- | ---------- | ----- |
|      | Tim Scott           | 1 333      | 53,30 |
|      | William Bill Crosby | 647        | 25,87 |
|      | Wheeler Tillman     | 521        | 20,83 |

| Párt           | Jelölt         | Szavazatok | %     |
| -------------- | -------------- | ---------- | ----- |
|                | Tim Scott      | 9 080      | 99,27 |
| Egyéb jelöltek | Egyéb jelöltek | 67         | 0,73  |
| Összesen       | Összesen       | 9 147      | 100,0 |

| Párt     | Jelölt              | Szavazatok | %     |
| -------- | ------------------- | ---------- | ----- |
|          | Tim Scott           | 25 457     | 31,49 |
|          | Paul Thurmond       | 13 149     | 16,26 |
|          | Carroll Campbell    | 11 665     | 14,43 |
|          | Larry Kobrovsky     | 8 521      | 10,54 |
|          | Stovall Witte       | 7 192      | 8,90  |
|          | Clark B Parker      | 6 769      | 8,37  |
|          | Katherine Jenerette | 3 849      | 4,76  |
|          | Mark Lutz           | 3 237      | 4,00  |
|          | Ken Glasson         | 1 006      | 1,24  |
| Összesen | Összesen            | 80 845     | 100,0 |

| Párt     | Jelölt        | Szavazatok | %     |
| -------- | ------------- | ---------- | ----- |
|          | Tim Scott     | 46 885     | 68,35 |
|          | Paul Thurmond | 21 706     | 31,65 |
| Összesen | Összesen      | 68 591     | 100,0 |

| Párt     | Jelölt      | Szavazatok | %     |
| -------- | ----------- | ---------- | ----- |
|          | Tim Scott   | 152 755    | 65,37 |
|          | Ben Frasier | 67 008     | 28,67 |
| Összesen | Összesen    | 219 762    | 100,0 |

| Párt     | Jelölt        | Szavazatok | %     |
| -------- | ------------- | ---------- | ----- |
|          | Tim Scott     | 276 147    | 89,98 |
|          | Randall Young | 30 741     | 10,02 |
| Összesen | Összesen      | 306 888    | 100,0 |

| Párt           | Jelölt          | Szavazatok | %     |
| -------------- | --------------- | ---------- | ----- |
|                | Tim Scott       | 757 215    | 61,12 |
|                | Joyce Dickerson | 459 583    | 37,09 |
| FÜG            | Jill Bossi      | 21 652     | 1,75  |
| Egyéb jelöltek | Egyéb jelöltek  | 532        | 0,04  |
| Összesen       | Összesen        | 1 238 982  | 100,0 |

| Párt           | Jelölt                 | Szavazatok | %     |
| -------------- | ---------------------- | ---------- | ----- |
|                | Tim Scott (hivatalban) | 1 241 609  | 60,57 |
|                | Thomas Dixon           | 757 022    | 36,93 |
|                | Bill Bledsoe           | 37 482     | 1,83  |
| APSC           | Michael Scarborough    | 11 923     | 0,58  |
| Egyéb jelöltek | Egyéb jelöltek         | 1 857      | 0,09  |
| Összesen       | Összesen               | 2 049 893  | 100,0 |

| Párt           | Jelölt                 | Szavazatok | %     |
| -------------- | ---------------------- | ---------- | ----- |
|                | Tim Scott (hivatalban) | 1 066 274  | 62,88 |
|                | Krystle Matthews       | 627 616    | 37,01 |
| Egyéb jelöltek | Egyéb jelöltek         | 1 812      | 0,11  |
| Összesen       | Összesen               | 1 695 702  | 100,0 |